# Anna II di Stolberg
Anna II di Stolberg (Stolberg, 28 gennaio 1504 – Quedlinburg, 4 marzo 1574) è stata una religiosa tedesca.

## Biografia
Anna era la figlia maggiore del conte Botho di Stolberg e di sua moglie Anna di Eppstein-Königstein. Ella era inoltre la sorella maggiore di Giuliana di Stolberg, madre di Guglielmo I d'Orange. Entrata in convento, all'età di 11 anni venne eletta dal capitolo quale badessa ed approvata il 10 febbraio 1515 da papa Leone X ed il 3 ottobre 1516 da parte dell'Imperatore Massimiliano I d'Asburgo.
A partire dal 1540 ella, con l'intera abbazia, abbracciò la dottrina luterana nella variante dell'evangelismo. La badessa si scagliò nella sua azione di predicazione contro i monaci agostiniani della città di Quedlinburg in quanto avamposto del cristianesimo in città. Malgrado tutto, la condotta di Anna II di Stolberg si astenne da una chiara posizione a favore della Riforma sino alla morte di Giorgio, duca di Sassonia (avvenuta nel 1539), fervente cattolico, dal momento che il suo successore Enrico IV si era convertito alla fede luterana. Suo sovrintendente alla diffusione della riforma fu il fedele Tilemann Plathner (1490-1551), originario di Stolberg, che fu al suo servizio per lungo tempo a Quedlinburg, anche se mancano informazioni dettagliate circa il suo operato nell'area. La remunerazione del clero e degli insegnanti venne affidata alla città sotto il controllo della badessa e doveva essere prelevato dal tesoro generale della comunità. Ella limitò anche il numero delle monache dell'abbazia.
Anna morì il 4 marzo 1574 all'età di 70 anni dopo che era stata per 58 anni badessa di Quedlinburg.